# Neohygrocybe innata
Neohygrocybe innata är en svampart som beskrevs av E. Horak 1973. Neohygrocybe innata ingår i släktet Neohygrocybe och familjen Hygrophoraceae.   Inga underarter finns listade i Catalogue of Life.